# Kakha Kintsurashvili
Pour les articles homonymes, voir Kintsurashvili.
Kakha Kintsurashvili (en géorgien : კახა კინწურაშვილი), né le 18 octobre 1984 à Soukhoumi, en République socialiste soviétique de Géorgie (URSS), actuellement en Géorgie, est un acteur, doubleur et présentateur géorgien.
Il est connu pour avoir tenu un des rôles principaux dans Au commencement et April, deux films réalisés par Dea Kulumbegashvili.

## Biographie
Kakha Kintsurashvili naît en 1984 à Soukhoumi, actuellement en Géorgie, à l'époque en République socialiste soviétique de Géorgie (URSS).
En 2006, il est diplômé de la Faculté de théâtre de l'Université du Théâtre Chota Roustavéli de Tbilissi. Sur invitation, il travaille dans différents théâtres de Tbilissi, le théâtre Mardjanichvili, le théâtre des acteurs de cinéma Tumanishvili (ka), où il est Hamlet dans Hamlet de William Shakespeare dans une mise en scène d'Amiran Amiranachvili, et aussi au Théâtre national de musique et de théâtre de Tbilissi.
Il anime plusieurs émissions sur les ondes des chaînes de télévision Imedi et GDS. En 2023, il quitte la société de télévision Imedi en raison d'une protestation contre la politique d'information (voir aussi Discours de protestation en Géorgie en 2024 (ka)).

## Filmographie partielle

### Au cinéma
- 2002 : Listen to Chopin : Danseur avec lunettes de soleil (court métrage)
- 2005 : Tbilisi-Tbilisi (en) : Tedo
- 2008 : Rac kvelaze dzalian gikvars (ka)
- 2009 : Tbilisuri Love Story : Nika
- 2009 : Rac kvelaze dzalian gikvars 2 (ka)
- 2010 : De vliegenierster van Kazbek (nl) d'Ineke Smits : Irakli
- 2010 : Ushenod mgoni movkvdebi (ka) : Rigli
- 2011 : The Adventures of Ano & Vano : Tsaltvala
- 2012 : Till Death Do Us Part : George (court métrage)
- 2017 : Enemies : Zaza
- 2020 : Au commencement de Dea Kulumbegashvili : Alex (le détective)
- 2023 : Gamopituli khalkhi  (court métrage)
- 2024 : April de Dea Kulumbegashvili : David
- 2024 : Ulysses (en post-production)

### À la télévision
- 2014-2015 : Tiflisi (série télévisée, 16 épisodes)
- 2024 : Invisible Game : Giorgi (série télévisée, 4 épisodes)

## Récompenses et distinctions
- 2017 : Prix de théâtre "Duruji"